# Station Chasseneuil-du-Poitou
Station Chasseneuil-du-Poitou is een spoorweghalte in de Franse gemeente Chasseneuil-du-Poitou. Zij wordt bediend door treinen van het netwerk TER Nouvelle-Aquitaine op het traject Châtellerault - Poitiers.